# Praia do Gravatá

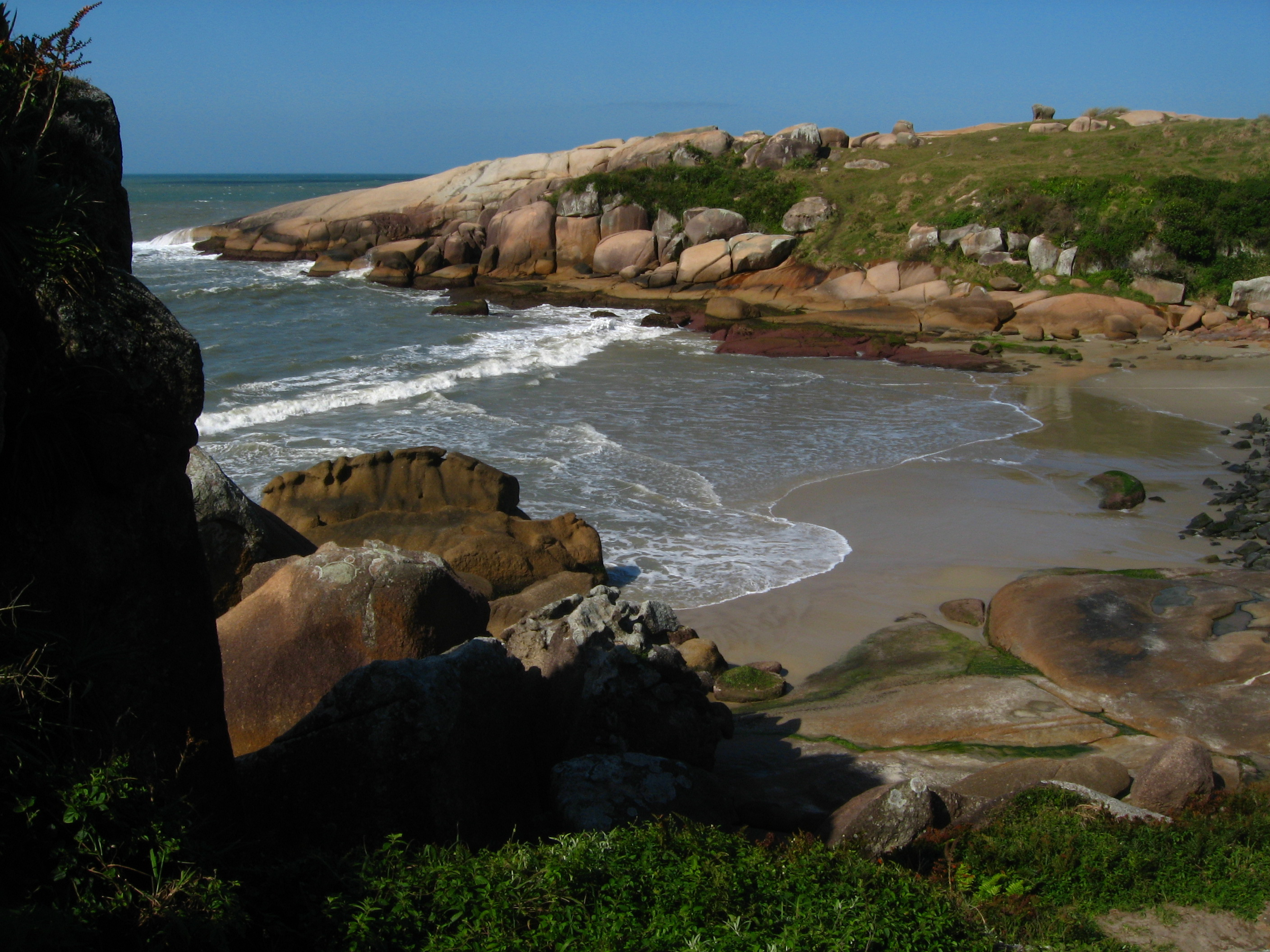
Praia do Gravatá

Praia do Gravatá is een klein strand in het oosten van het eiland Santa Catarina. Het is gelegen in de wijk Lagoa da Conceição van de gemeente Florianópolis in het zuiden van Brazilië. Het ligt op een afstand van 15 kilometer van het stadscentrum.
Het strand ligt tussen de stranden Praia da Joaquina en Praia Mole.